# Sonia García López
Sonia García López (València, 1977) és una investigadora espanyola, especialitzada en història del cinema. És professora i investigadora especialitzada en les relacions entre cinema i història, el lloc de les dones a la història del cinema i l'arxiu fílmic.

## Trajectòria
Doctorada per la Universitat de València, és professora titular al Departament de Comunicació de la Universitat Carles III de Madrid, on imparteix classes als postgraus de Creació, Comisariat i Arxiu de l'Elías Querejeta Zine Eskola. Els seus interessos com a investigadora inclouen les relacions entre cinema i història, el cinema documental i d'avantguarda, l'arxiu fílmic i el lloc de les dones a la història del cinema, aspectes sobre els quals ha publicat diversos llibres i articles i que també ha explorat com programadora de Cineteca Madrid i com a comissària convidada per a Filmoteca Espanyola, la Mostra Internacional de Films de Dones, el Centre de Cultura Contemporània Tabakalera-San Sebastian, els Open Society Archives de Budapest i l'Instituto de Iberoamérica.
Les seves darreres publicacions, aparegudes a Journal of Spanish Cultural Studies, Studies in Spanish and Latin American Cinemas and Feminist Media Studies, han contribuït a recuperar el treball de les estudiants de direcció de l'Escuela Oficial de Cinematografía.

## Publicacions destacades
- Spain is US: la guerra civil española en el cine del Popular Front (1936-1939),
- El cuerpo y la voz de Margarita Alexandre y Ernst Lubitsch. Ser o no ser
- Contraculturas y subculturas en el cine latinoamericano (1975-2015) (coeditora)
- Piedra, papel y tijera: el collage en el cine documental. (coeditora)[3]